# Kaparkobben
Kaparkobben är en ö i Finland. Den ligger i Finska viken och i kommunen Esbo i den ekonomiska regionen  Helsingfors i landskapet Nyland, i den södra delen av landet. Ön ligger omkring 19 kilometer sydväst om Helsingfors.
Öns area är 1,4 hektar och dess största längd är 220 meter i öst-västlig riktning. Närmaste större samhälle är Helsingfors, 17,8 km nordost om Kaparkobben.